# 1993年新加坡总统选举
1993年新加坡总统选举是新加坡举行的第一次總統直選，投票日是1993年8月28日。前新加坡副总理王鼎昌在选举中以58.69%对41.31%，击败对手前會計總長（Accountant-General）蔡錦耀。
這也是華人地區首次以直接選舉的方式產生國家元首。

## 来历

### 宪法修改
1991年1月，新加坡宪法修改，规定总统由民选产生。民选总统的产生对新加坡历史上显示出宪法与政治大改革。总统持有对国家储备金以及公务员的动用的否决权，有权审查内部安全法令和维护宗教和谐法令的执行，以及调查贪污案件。
在新加坡宪法的过渡性条文之下，王的前任者黄金辉如同由新加坡公民投选的总统般，履行民选总统职权与任务，直至王鼎昌接任总统职务为止。

## 候選人

### 合格
- 王鼎昌，前新加坡副总理
- 蔡錦耀，前總會計（Accountant-General）、前新加坡郵政儲蓄銀行行政主席[5]

### 宣佈不合格
- 约舒亚·本杰明·惹耶勒南，新加坡工人黨黨員
- 陈树芬，新加坡工人黨黨員

## 提名日
候选人必须向总统选举委员会领取合格证书，缴交新币1万8千元选举按金，以提交提名书。王鼎昌为了竞选，先前辞去副总理的职务。
然而，一些内阁部长和人民行动党党员却是蔡锦耀的支持者，包括财政部长胡赐道、前贸易部长和华侨银行行政总裁陈庆炎。工人党党员约舒亚·本杰明·惹耶勒南和陈树芬也申请提名，但是并没有获得合格证书。提名日是1993年8月18日，投票日是1993年8月28日。

## 蔡的竞选
蔡本来是不願意參選的，但被內閣成員和總理吳作棟游說下決定參選，以顯示為有競爭的選舉。
儘管這次選舉是一個沒有摇旗呐喊、沒有做勢大會的“君子之战”，但蔡則連任何選舉工程都不做，並“千方百计”呼吁支持者绝对不要把票投给他。蔡仅仅出现在电视荧幕两次（有一次甚至避免提及有关自己或自己的想法），甚至投票日当天宣布王比他更加適合當總統。即使如此，蔡还是得到了41.3%的选票，表现相当不错。

## 选举结果
| 候选人          | 标志/政党       | 标志/政党       | 结果        | 结果        | 结果        |
| 候选人          | 标志/政党       | 标志/政党       | 票数        | 百分比（%） | 百分比（%） |
| --------------- | --------------- | --------------- | ----------- | ----------- | ----------- |
| 王鼎昌          |                 | 无党籍          | 95万2513票  | 58.69       |             |
| 蔡锦耀          |                 | 无党籍          | 67万358票   | 41.31       |             |
| 有效票          | 有效票          | 有效票          | 162万2871票 | 97.80       |             |
| 废票            | 废票            | 废票            | 3万6611票   | 2.20        |             |
| 总票数          | 总票数          | 总票数          | 165万9482票 | 100.00      |             |
| 选民人数/投票率 | 选民人数/投票率 | 选民人数/投票率 | 175万6517   | 94.50       |             |